# San Giacomo degli Spagnoli (Napulj)
San Giacomo degli Spagnoli je bazilika crkva na Piazzi Municipio u središnjem Napulju, Italija. Renesansnu crkvu je 1812. okružila Palazzo San Giacomo koju je sagradio kralj Ferdinand I. od Dviju Sicilija kada je izgradio središnji blok ureda za ministarstva svoje vlade uz tvrđavu Castel Nuovo. Palazzo San Giacomo danas je municipio ili gradska vijećnica Napulja. U Rimu se također nalazi crkva imena San Giacomo degli Spagnoli.
Izvornu crkvu je 1540. godine naručio španjolski potkralj Don Pedro Álvarez de Toledo, markiz od Villafrance, i povezala je sa susjednom bolnicom za siromašne. Crkva je posvećena svetom Jakovu, svecu zaštitniku Španjolske, a projektirao ju je Ferdinando Manlio. Izgradnjom Palazzo San Giacomo ukinuto je pročelje, ali je zadržan unutarnji raspored tri lađe i visoki središnji strop.
Unutrašnjost još uvijek sadrži brojne monumentalne grobnice, uključujući za potkralja Don Pedra de Toleda, njegovu ženu i sina, koje je 1570. godine izradio Giovanni da Nola. Blizu ulaza nalaze se dvije skulpture Francesca Cassana. Osim toga , Michelangelo Naccherino dovršio je grobnicu Ferdinanda Maiorce i njegove žene Porzije Coniglie u apsidi. Grobnicu Alfonsa Basurta isklesali su Annibale Caccavello i Giovanni Domenico D'Auria.
Crkva je 1911. podignuta u status bazilike, ali je tada pretrpjela štetu tijekom bombardiranja u Drugom svjetskom ratu. Sada se rijetko otvara za javnost.

## Vanjske poveznice
|  | Zajednički poslužitelj ima još gradiva o temi San Giacomo degli Spagnoli (Napulj) |